# Інтегральна ознака Маклорена — Коші
Інтегральна ознака Коші — Маклорена — ознака збіжності спадного додатного числового ряду. Ознака дає можливість звести перевірку збіжності ряду до перевірки збіжності невласного інтеграла відповідної функції на {\displaystyle [1,\infty )}. Останній часто може бути знайдений в явному вигляді.

## Формулювання теореми
| Нехай для функції f(x) виконується: 1. {\displaystyle \forall x:f(x)\geqslant 0} (функція набуває невід'ємних значень) 2. {\displaystyle \forall x_{1}\forall x_{2}:f(x_{1})>f(x_{2})\Leftrightarrow x_{1}<x_{2}} (функція монотонно спадає) 3. {\displaystyle \forall n\in \mathbb {N} :f(n)=a_{n}} (відповідність функції члену ряду) Тоді ряд {\displaystyle \sum _{n=1}^{\infty }a_{n}} і невласний інтеграл {\displaystyle \int \limits _{1}^{\infty }\!f(x)\,dx} збігаються або розбігаються одночасно. |

## Начерк доведення
1. Побудуємо на графіку f (x) східчасті фігури як показано на малюнку
2. Площа більшої фігури дорівнює {\displaystyle S_{b}=f(1)+f(2)+f(3)+...+f(n-1)}
3. Площа меншої фігури дорівнює {\displaystyle S_{s}=f(2)+f(3)+f(4)+...+f(n)}
4. Площа криволінійної трапеції під графіком функції дорівнює {\displaystyle S_{tr}=\int \limits _{1}^{n}f(x)\,dx}
5. Отримуємо {\displaystyle S_{s}\leqslant S_{tr}\leqslant S_{b}\;\Rightarrow \;S_{n}-a_{1}\leqslant \int \limits _{1}^{n}f(x)\,dx\leqslant S_{n-1}}
6. Далі доводиться за допомогою критерію збіжності знакододатних рядів .

## Повне доведення
{\displaystyle \forall b>1}{\displaystyle f(x)} монотонна на {\displaystyle [1,b]}
отже {\displaystyle \int \limits _{1}^{b}f(x)dx} збігається
{\displaystyle \forall x\in [n,n+1]} {\displaystyle f(n)\geqslant f(x)\geqslant f(n+1)}
{\displaystyle \forall n\in \mathbb {N} } {\displaystyle \int \limits _{n}^{n+1}f(n)dx=f(n)\geqslant \int \limits _{n}^{n+1}f(x)dx\geqslant f(n+1)}
{\displaystyle S_{n}=f(1)+...+f(n)\geqslant \int \limits _{1}^{n+1}f(x)dx\geqslant S_{n+1}-f(1)}
{\displaystyle S_{n}} нестрого монотонно зростає
Позначимо {\displaystyle F(x)=\int \limits _{1}^{x}f(t)dt}
границі {\displaystyle S_{n}} і {\displaystyle F(x)} — скінченні числа, отже {\displaystyle S_{n}} і {\displaystyle F(x)} обмежені (ідея)
Нехай збігається інтеграл {\displaystyle \int \limits _{1}^{\infty }f(x)dx}{\displaystyle \Rightarrow }{\displaystyle F(x)} обмежена {\displaystyle \Rightarrow }{\displaystyle S_{n}} обмежена {\displaystyle \Rightarrow }{\displaystyle \exists \lim \limits _{n\to \infty }S_{n}}
Нехай тепер збігається сума {\displaystyle S_{n}}{\displaystyle \Rightarrow }{\displaystyle \forall n}{\displaystyle \exists S\geqslant S_{n}}{\displaystyle \Rightarrow }{\displaystyle \forall n}{\displaystyle S\geqslant \int \limits _{1}^{n+1}f(x)dx\geqslant \int \limits _{1}^{b}f(x)dx}{\displaystyle \Rightarrow }{\displaystyle F(b)} обмежена {\displaystyle \Rightarrow }{\displaystyle \exists \lim \limits _{b\to +\infty }\int \limits _{1}^{b}f(x)dx}, оскільки якщо функція {\displaystyle f(x)} невід'ємна на деякому півінтервалі {\displaystyle [a,b)}, то для збіжності інтеграла {\displaystyle \int \limits _{a}^{b}f(x)dx} необхідно і достатньо, щоб усі інтеграли {\displaystyle \int \limits _{a}^{c}f(x)dx}, де {\displaystyle c\in [a,b)} були обмеженими. Теорему доведено.

## Приклади
- {\displaystyle \sum {\frac {1}{n}}} розбіжний, оскільки {\displaystyle \int \limits _{1}^{\infty }{\frac {1}{x}}dx=\ln x|_{1}^{\infty }=\infty } .
- {\displaystyle \sum {\frac {1}{n^{2}}}} збіжний, оскільки {\displaystyle \int \limits _{1}^{\infty }{\frac {1}{x^{2}}}dx=-\left.{\frac {1}{x}}\right|_{1}^{\infty }=1} .

## Оцінка залишку ряду
Інтегральна ознака Коші дозволяє оцінити залишок {\displaystyle r_{n}} знакододатного ряду. З отриманого в доведенні виразу
{\displaystyle S_{n}-a_{1}\leqslant \int \limits _{1}^{n}f(x)\,dx\leqslant S_{n-1}}
за допомогою нескладних перетворень отримуємо:
{\displaystyle \int \limits _{n+1}^{\infty }f(x)\,dx\leqslant r_{n}\leqslant \int \limits _{n}^{\infty }f(x)\,dx\leqslant a_{n}+\int \limits _{n+1}^{\infty }f(x)\,dx} .